# Lista över kvinnliga rymdfarare

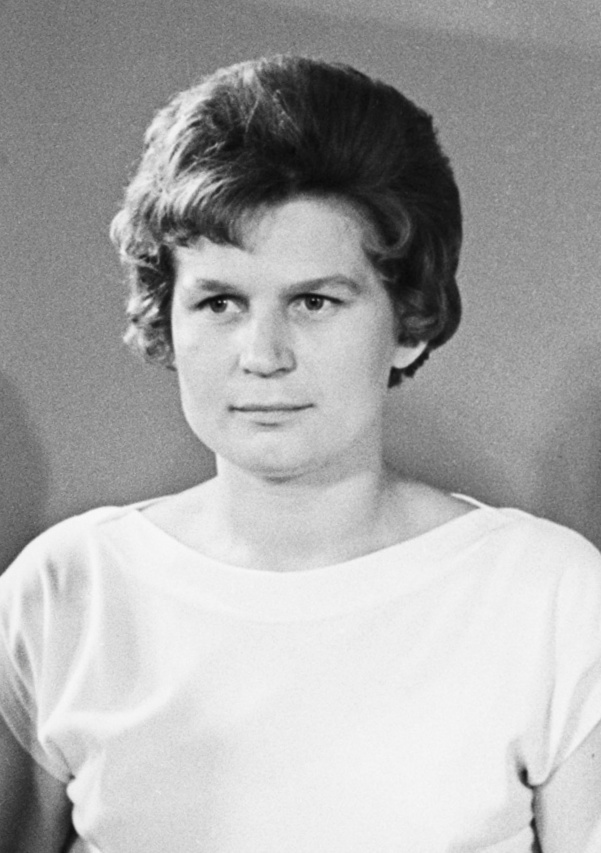
1963 blev den sovjetiska kosmonauten Valentina Teresjkova den första kvinnan i rymden på sin flygning med Vostok 6 som gjorde 48 varv runt jorden.

Följande är en lista över kvinnliga rymdfarare, sorterade efter datum för deras första rymdfärd. Den ryska kosmonauten Valentina Teresjkova blev den första kvinnan att åka till rymden 1963, och det skulle dröja nästan tjugo år till nästa kvinnliga rymdfarare (Svetlana Savitskaja).
I slutet av 1980-talet hade det blivit vanligare med kvinnliga rymdfarare och år 2019 var ungefär 12 % av alla rymdresenärer kvinnor.
I maj 2023 hade totalt 634 personer rest till rymden. Av dessa var 73 kvinnor. Tiden mellan den första manliga och den första kvinnliga rymdfararen varierar stort mellan länderna. De första rymdfararna från Storbritannien, Sydkorea och Iran var kvinnor, medan det i Ryssland dröjde två år från första man i rymden till första kvinna i rymden. I USA dröjde det 22 år från första man i rymden till första kvinna i rymden. I Kina dröjde det drygt åtta år och i Italien ungefär 12 år.

## Rymdfarare med aktuella och avslutade rymdfärder
| #   | Bild | Namn Född                                                   | Land                       | Kommentar | Uppdrag (uppskjutningsdatum) |
| --- | ---- | ----------------------------------------------------------- | -------------------------- | --- | --- |
| 1   |      | Valentina Teresjkova 6 mars 1937                            | Sovjetunionen              | Första kvinnan i rymden. Enda kvinna att göra en ensamfärd till rymden. | Vostok 6 (16 juni 1963) |
| 2   |      | Svetlana Savitskaja 8 augusti 1948                          | Sovjetunionen              | Första kvinnan på en rymdstation (Saljut 7, 1982). Första kvinna att göra en rymdpromenad (25 juli 1984). Första kvinna att göra två rymdfärder. | Sojuz T-5 (19 juli 1982) Sojuz T-12 (17 juli 1984) |
| 3   |      | Sally Ride 26 maj 1951 död: 23 juli 2012                    | USA                        | Första amerikanska kvinnan i rymden. | STS-7 (18 juni 1983) STS-41-G (5 oktober 1984) |
| 4   |      | Judith Resnik 5 april 1949 död: 28 januari 1986             | USA                        | Fjärde kvinnan i rymden. Första judiska kvinnan i rymden. Omkom i Challenger-olyckan. | STS-41-D (30 augusti 1984) STS-51-L (28 januari 1986) |
| 5   |      | Kathryn D. Sullivan 3 oktober 1951                          | USA                        | Andra kvinna att göra en rymdpromenad (11 oktober 1984). | STS-41-G (5 oktober 1984) STS-31 (24 april 1990) STS-45 (24 mars 1992) |
| 6   |      | Anna Lee Fisher 24 augusti 1949                             | USA                        | Första mamman i rymden. | STS-51-A (8 november 1984) |
| 7   |      | Margaret Rhea Seddon 8 november 1947                        | USA                        | | STS-51-D (12 april 1985) STS-40 (5 juni 1991) STS-58 (18 oktober 1993) |
| 8   |      | Shannon Lucid 14 januari 1943                               | USA                        | Första amerikanska kvinna på en rymdstation (Mir 1996). Första kinesiskfödda kvinnan i rymden. Första kvinna att göra fem rymdfärder. | STS-51-G (17 juni 1985) STS-34 (18 oktober 1989) STS-43 (2 augusti 1991) STS-58 (18 oktober 1993) STS-76/79 (22 mars 1996)                                                                                  |
| 9   |      | Bonnie J. Dunbar 3 mars 1949                                | USA                        | | STS-61-A (30 oktober 1985) STS-32 (9 januari 1990) STS-50 (25 juni 1992) STS-71 (27 juni 1995) STS-89 (22 januari 1998)                                                                                     |
| 10  |      | Mary L. Cleave 5 februari 1947                              | USA                        | | STS-61-B (26 november 1985) STS-30 (4 maj 1989) |
| 11  |      | Ellen S. Baker 27 april 1953                                | USA                        | | STS-34 (18 oktober 1989) STS-50 (25 juni 1992) STS-71 (27 juni 1995) |
| 12  |      | Kathryn C. Thornton 17 augusti 1952                         | USA                        | Tredje kvinna att göra en rymdpromenad. Första kvinna att göra flera rymdpromenader. | STS-33 (22 november 1989) STS-49 (7 maj 1992) STS-61 (2 december 1993) STS-73 (20 oktober 1995) |
| 13  |      | Marsha Ivins 15 april 1951                                  | USA                        | | STS-32 (9 januari, 1990) STS-46 (31 juli 1992) STS-62 (4 mars 1994) STS-81 (12 januari 1997) STS-98 (7 februari 2001)                                                                                       |
| 14  |      | Linda M. Godwin 2 juli 1952                                 | USA                        | Fjärde kvinna att göra en rymdpromenad (27 mars 1996, 10 december 2001) | STS-37 (5 april 1991) STS-59 (9 april 1994) STS-76 (22 mars 1996) STS-108 (5 december 2001) |
| 15  |      | Helen Sharman 30 maj 1963                                   | Storbritannien             | Första britten att göra en rymdpromenad. Andra kvinna på en rymdstation (Mir 1991). | Sojuz TM-12/TM-11 (18 maj 1991) |
| 16  |      | Tamara E. Jernigan 7 maj 1959                               | USA                        | Femte kvinna att göra en rymdpromenad (30 maj 1999) | STS-40 (5 juni 1991) STS-52 (22 oktober 1992) STS-67 (2 mars 1995) STS-80 (19 november 1996) STS-96 (27 maj 1999)                                                                                           |
| 17  |      | Millie Hughes-Fulford 21 december 1945 död: 2 februari 2021 | USA                        | Första kvinnliga lastspecialisten. | STS-40 (5 juni 1991) |
| 18  |      | Roberta Bondar 4 december 1945                              | Kanada                     | Första kanadensiska kvinnan i rymden. Första ukrainsk-kanadensiska kvinnan i rymden. | STS-42 (22 januari 1992) |
| 19  |      | Nancy Jan Davis 1 november 1953                             | USA                        | Reste till rymden med sin make Mark C. Lee 1992. De var det första äkta paret som gjorde en rymdfärd tillsammans. | STS-47 (12 september 1992) STS-60 (3 februari 1994) STS-85 (7 augusti 1997) |
| 20  |      | Mae Jemison 17 oktober 1956                                 | USA                        | Första afroamerikanska kvinnan i rymden. | STS-47 (12 september 1992) |
| 21  |      | Susan J. Helms 26 februari 1958                             | USA                        | Sjätte kvinna att göra en rymdpromenad (11 mars 2001). Gjorde den längsta enskilda rymdpromenaden tillsammans med James S. Voss (8 timmar och 56 minuter). | STS-54 (13 januari 1993) STS-64 (9 september 1994) STS-78 (20 juni 1996) STS-101 (19 maj 2000) STS-102/105 (8 mars 2001)                                                                                    |
| 22  |      | Ellen Ochoa 10 maj 1958                                     | USA                        | Första latinamerikanska kvinnan i rymden. | STS-56 (8 april 1993) STS-66 (3 november 1994) STS-96 (27 maj, 1999) STS-110 (8 april 2002) |
| 23  |      | Janice E. Voss 8 oktober 1956 död: 6 februari 2012          | USA                        | | STS-57 (21 juni 1993) STS-63 (3 februari 1995) STS-83 (4 april 1997) STS-94 (1 juli 1997) STS-99 (11 februari 2000)                                                                                         |
| 24  |      | Nancy J. Currie 29 december 1958                            | USA                        | | STS-57 (21 juni 1993) STS-70 (13 juli 1995) STS-88 (4 december 1998) STS-109 (1 mars 2002) |
| 25  |      | Chiaki Mukai 6 maj 1952                                     | Japan                      | Första japanska och asiatiska kvinnan i rymden. | STS-65 (8 juli 1994) STS-95 (29 oktober 1998) |
| 26  |      | Jelena Kondakova 30 mars 1957                               | Ryssland                   | Första ryska kvinna att flyga med två olika rymdfarkoster (Sojuz TM-20 och STS-84). Båda uppdragen var resor till rymdstationen Mir. Första ryska kvinna att flyga med en rymdfärja. | Sojuz TM-20 (3 oktober 1994) STS-84 (15 maj 1997) |
| 27  |      | Eileen Collins 19 november 1956                             | USA                        | Första kvinnliga rymdfärjepiloten. Första kvinnliga befälhavare på en rymdfärja. | STS-63 (3 februari 1995) STS-84 (15 maj 1997) STS-93 (23 juli 1999) STS-114 (26 juli 2005) |
| 28  |      | Wendy B. Lawrence 2 juli 1959                               | USA                        | | STS-67 (2 mars 1995) STS-86 (25 september 1997) STS-91 (2 juni 1998) STS-114 (26 juli 2005) |
| 29  |      | Mary E. Weber 24 augusti 1962                               | USA                        | | STS-70 (13 juli 1995) STS-101 (19 maj 2000) |
| 30  |      | Catherine Coleman 14 december 1960                          | USA                        | | STS-73 (20 oktober 1995) STS-93 (23 juli 1999) Sojuz TMA-20 (15 december 2010) |
| 31  |      | Claudie Haigneré 13 maj 1957                                | Frankrike                  | Första franska kvinnan i rymden. | Sojuz TM-24/TM-23 (17 augusti 1996) Sojuz TM-33/32 (21 oktober 2001) |
| 32  |      | Susan Still Kilrain 24 oktober 1961                         | USA                        | Andra kvinnliga rymdfärjepiloten. | STS-83 (4 april 1997) STS-94 (1 juli 1997) |
| 33  |      | Kalpana Chawla 1 juli 1961 död: 1 februari 2003             | USA                        | Omkom i Columbia-olyckan. | STS-87 (19 november 1997) STS-107 (16 januari 2003) |
|     |      | Kathryn P. Hire 26 augusti 1959                             | USA                        | | STS-90 (17 april 1998) STS-130 (8 februari 2010) |
| 35  |      | Janet L. Kavandi 17 juli 1959                               | USA                        | | STS-91 (2 juni 1998) STS-99 (11 februari 2000) STS-104 (12 juli 2001) |
| 36  |      | Julie Payette 20 oktober 1963                               | Kanada                     | Andra kanadensiska kvinnan i rymden. Första fransk-kanadensiska kvinnan i rymden. Blev senare Kanadas generalguvernör. | STS-96 (27 maj 1999) STS-127 (15 juli, 2009) |
| 37  |      | Pamela Melroy 17 september 1961                             | USA                        | Andra kvinna att bli befälhavare på en rymdfärja. Utsågs till biträdande NASA-chef den 21 juni 2021. | STS-92 (11 oktober 2000) STS-112 (7 oktober 2002) STS-120 (23 oktober 2007) |
| 38  |      | Peggy Whitson 9 februari 1960                               | USA                        | Tillbringat mest tid (sammanlagt) av alla amerikanska astronauter (675 dagar) Sjunde kvinna att göra en rymdpromenad. Flest rymdpromenader (10 st) och mest tid tillbringad utanför rymdfarkosten (60 timmar och 21 minuter) av alla kvinnliga rymdfarare. Första kvinnliga befälhavare på ISS (Expedition 16). | STS-111/113 (5 juni 2002) Sojuz TMA-11 (10 oktober 2007) Sojuz MS-03/04 (17 november 2016) Axiom Mission 2 (21 maj 2023)                                                                                    |
| 39  |      | Sandra Magnus 30 oktober 1964                               | USA                        | | STS-112 (7 oktober 2002) STS-126/119 (14 november 2008) STS-135 (8 juli 2011) |
| 40  |      | Laurel B. Clark 10 mars 1961 död: 1 februari 2003           | USA                        | Omkom i Columbia-olyckan. | STS-107 (16 januari 2003) |
| 41  |      | Stephanie Wilson 27 september 1966                          | USA                        | | STS-121 (4 juli 2006) STS-120 (23 oktober 2007) STS-131 (5 april 2010) |
| 42  |      | Lisa Nowak 10 maj 1963                                      | USA                        | | STS-121 (4 juli 2006) |
| 43  |      | Heidemarie M. Stefanyshyn-Piper 7 februari 1963             | USA                        | Åttonde kvinna att göra en rymdpromenad. Första ukrainsk-amerikanska kvinnan i rymden. | STS-115 (9 september 2006) STS-126 (14 november 2008) |
| 44  |      | Anousheh Ansari 12 september 1966                           | Iran / USA                 | Första kvinnliga rymdturisten. Första iranska och muslimska kvinnan i rymden. | Sojuz TMA-9/8 (18 september 2006) |
| 45  |      | Sunita Williams 19 september 1965                           | USA                        | Nionde kvinna att göra en rymdpromenad. | STS-116/117 (9 december 2006) Sojuz TMA-05M (15 juli 2012) |
| 46  |      | Joan Higginbotham 3 augusti 1964                            | USA                        | | STS-116 (9 december 2006) |
| 47  |      | Tracy Caldwell Dyson 14 augusti 1969                        | USA                        | Elfte kvinna att göra en rymdpromenad. | STS-118 (8 augusti 2007) Sojuz TMA-18 (2 april 2010) Sojuz MS-25 (23 mars 2024) |
| 48  |      | Barbara Morgan 28 november 1951                             | USA                        | Första astronauten med lärarbakgrund. Valdes ursprungligen ut till projektet Lärare i rymden. | STS-118 (8 augusti 2007) |
| 49  |      | Yi So-yeon 2 juni 1978                                      | Sydkorea                   | Första koreanen i rymden. | Sojuz TMA-12 (8 april 2008) |
| 50  |      | Karen L. Nyberg 7 oktober 1969                              | USA                        | | STS-124 (31 maj 2008) Sojuz TMA-09M (28 maj 2013) |
| 51  |      | K. Megan McArthur 30 augusti 1971                           | USA                        | | STS-125 (11 maj 2009) SpaceX Crew-2 (23 april 2021) |
| 52  |      | Nicole P. Stott 11 november 1962                            | USA                        | Tionde kvinna att göra en rymdpromenad. | STS-128/129 (28 augusti 2009) STS-133 (24 februari 2011) |
| 53  |      | Dorothy Metcalf-Lindenburger 15 maj 1975                    | USA                        | Första eleven från Space Camp att bli astronaut. | STS-131 (5 april 2010) |
| 54  |      | Naoko Yamazaki 27 december 1970                             | Japan                      | | STS-131 (5 april 2010) |
| 55  |      | Shannon Walker 4 juni 1965                                  | USA                        | | Sojuz TMA-19 (15 juni 2010) SpaceX Crew-1 (15 november 2020) |
| 56  |      | Liu Yang 6 oktober 1978                                     | Kina                       | Första kinesiska kvinnan i rymden. | Shenzhou 9 (16 juni 2012) Shenzhou 14 (5 juni 2022) |
| 57  |      | Wang Yaping 27 januari 1980                                 | Kina                       | Första kinesiska kvinnan på ett långvarigt uppdrag. Sextonde kvinna och första kinesiska kvinna att göra en rymdpromenad. | Shenzhou 10 (11 juni 2013) Shenzhou 13 (15 oktober 2021) |
| 58  |      | Jelena Serova 22 april 1976                                 | Ryssland                   | Första ryska kvinna att besöka ISS. | Sojuz TMA-14M (25 september 2014) |
| 59  |      | Samantha Cristoforetti 26 april 1977                        | Italien                    | Första italienska kvinnan i rymden och på ISS. | Sojuz TMA-15M (23 november 2014) SpaceX Crew-4 (27 april 2022) |
| 60  |      | Kathleen Rubins 14 oktober 1978                             | USA                        | Tolfte kvinna att göra en rymdpromenad. | Sojuz MS-01 (6 juli 2016) Sojuz MS-17 (14 oktober 2020) |
| 61  |      | Serena Auñón-Chancellor 9 april 1976                        | USA                        | | Sojuz MS-09 (6 juni 2018) |
| 62  |      | Anne McClain 7 juni 1979                                    | USA                        | Trettonde kvinna att göra en rymdpromenad. | Sojuz MS-11 (3 december 2018) |
| 63  |      | Beth Moses 29 maj 1969                                      | USA                        | Chefsinstruktör på Virgin Galactic. Första kvinna att resa till rymden i en kommersiell rymdfarkost. | VSS Unity VF-01 (22 februari 2019) Virgin Galactic Unity 22 (11 juli 2021) Virgin Galactic Unity 25 (25 maj 2023) Galactic 02 (10 augusti 2023) Galactic 03 (8 september 2023) Galactic 04 (6 oktober 2023) |
| 64  |      | Christina Koch 2 februari 1979                              | USA                        | Fjortonde kvinna att göra en rymdpromenad. Blev tillsammans med Jessica Meir de två första kvinnorna på en rymdpromenad med enbart kvinnliga astronauter. Längst sammanhängande tid i rymden (328 dagar). | Sojuz MS-12/13 (14 mars 2019) |
| 65  |      | Jessica Meir 15 juli 1977                                   | USA / Sverige              | Femtonde kvinna att göra en rymdpromenad. Blev tillsammans med Christina Koch de två första kvinnorna på en rymdpromenad med enbart kvinnliga astronauter. | Sojuz MS-15 (25 september 2019) |
| 66  |      | Sirisha Bandla C. 1988                                      | USA                        | Vice VD för statliga affärer och forskning på Virgin Galactic. | Virgin Galactic Unity 22 (11 juli 2021) |
| 67  |      | Wally Funk 1 februari 1939                                  | USA                        | Äldsta kvinna att resa till rymden (82 år och 170 dagar gammal). | Blue Origin NS-16 (20 juli 2021) |
| 68  |      | Sian Proctor 26 mars 1970                                   | USA                        | Första kvinnliga pilot på en kommersiell rymdfarkost. Första afroamerikanska kvinnliga rymdpiloten. | Inspiration4 (16 september 2021) |
| 69  |      | Hayley Arceneaux 9 december 1991                            | USA                        | Första person i rymden med en protes. | Inspiration4 (16 september 2021) |
| 70  |      | Julia Peresild 5 september 1984                             | Ryssland                   | Första skådespelerskan i rymden (inspelning av filmen Vyzov ombord på ISS). | Sojuz MS-19 (5 oktober 2021) |
| 71  |      | Audrey Powers                                               | USA                        | Vice VD för uppdrag och flygverksamhet på Blue Origin. | Blue Origin NS-18 (13 oktober 2021) |
| 72  |      | Kayla Barron 19 september 1987                              | USA                        | | SpaceX Crew-3 (10 november 2021) |
| 73  |      | Laura Shepard Churchley                                     | USA                        | Dotter till Alan Shepard, den första amerikanen i rymden. | Blue Origin NS-19 (11 december 2021) |
| 74  |      | Sharon Hagle                                                | USA                        | Blev tillsammans med maken Marc Hagle det första gifta paret att resa till rymden i en kommersiell rymdfarkost. | Blue Origin NS-20 (31 mars 2022) |
| 75  |      | Jessica Watkins 14 maj 1988                                 | USA                        | Första afroamerikanska kvinnan på ett långvarigt uppdrag. | SpaceX Crew-4 (27 april 2022) |
| 76  |      | Katya Echazarreta                                           | USA / Mexiko               | | Blue Origin NS-21 (4 juni 2022) |
| 77  |      | Vanessa O'Brien 2 december 1964                             | USA / Storbritannien       | Första kvinna att nå högst på jorden (Mount Everest), djupast i havet (Challengerdjupet) och högst upp i luften (Karmanlinjen). | Blue Origin NS-22 (4 augusti 2022) |
| 78  |      | Sara Sabry                                                  | Egypten                    | | Blue Origin NS-22 (4 augusti 2022) |
| 79  |      | Nicole Aunapu Mann 27 juni 1977                             | USA                        | Första urfolksamerikanska kvinnan i rymden. | SpaceX Crew-5 (5 oktober 2022) |
| 80  |      | Anna Kikina 27 augusti 1984                                 | Ryssland                   | Första ryska kosmonaut att flyga en Crew Dragon. | SpaceX Crew-5 (5 oktober 2022) |
| 81  |      | Rayyanah Barnawi 1988                                       | Saudiarabien               | Första kvinnliga saudiaraben i rymden. | Axiom Mission 2 (21 maj 2023) |
| 82  |      | Jamila Gilbert                                              | USA                        | Chef för intern kommunikation på Virgin Galactic. | Virgin Galactic Unity 25 (25 maj 2023) |
| 83  |      | Kelly Latimer                                               | USA                        | | Galactic 02 (10 augusti 2023) Galactic 04 (6 oktober 2023) Galactic 05 (2 november 2023) |
| 84  |      | Keisha Schahaff 1977                                        | Antigua och Barbuda        | Blev tillsammans med Anastatia Mayers de första från Antigua och Barbuda, samt det första mor/dotter-paret att resa till rymden. | Galactic 02 (10 augusti 2023) |
| 85  |      | Anastatia Mayers 27 september 2004                          | Antigua och Barbuda        | Blev tillsammans med Keisha Schahaff de första från Antigua och Barbuda, samt det första mor/dotter-paret att resa till rymden. Yngsta kvinnan i rymden (18 år och 318 dagar gammal). | Galactic 02 (10 augusti 2023) |
| 86  |      | Jasmin Moghbeli 24 juni 1983                                | USA                        | | SpaceX Crew-7 (26 augusti 2023) |
| 87  |      | Loral O'Hara 3 maj 1983                                     | USA                        | | Sojuz MS-24 (15 september 2023) |
| 88  |      | Namira Salim                                                | Pakistan                   | Första pakistaniern i rymden. | Galactic 04 (6 oktober 2023) |
| 89  |      | Kellie Gerardi 16 februari 1989                             | USA                        | | Galactic 05 (2 november 2023) |
| 90  |      | Ketty Maisonrouge                                           | Italien                    | | Galactic 05 (2 november 2023) |
| 91  |      | Lina Borozdina                                              | Ukraina / USA              | | Galactic 06 (26 januari 2024) |
| 92  |      | Jeanette J. Epps 2 november 1970                            | USA                        | | SpaceX Crew-8 (4 mars 2024) |
| 93  |      | Marina Vasilevskaja 14 september 1990                       | Belarus                    | | Sojuz MS-25/MS-24 (23 mars 2024) |
| 94  |      | Carol Schaller                                              | USA                        | | Blue Origin NS-25 (19 maj 2024) |
| 95  |      | Nicolina Elrick                                             | Storbritannien / Singapore | | Blue Origin NS-26 (29 augusti 2024) |
| 96  |      | Karsen Kitchen                                              | USA                        | | Blue Origin NS-26 (29 augusti 2024) |
| 97  |      | Sarah Gillis 1 januari 1994                                 | USA                        | | Polaris Dawn (10 september 2024) |
| 98  |      | Anna Menon 24 december 1985                                 | USA                        | | Polaris Dawn (10 september 2024) |
| 99  |      | Wang Haoze mars 1990                                        | Kina                       | | Shenzhou 19 (29 oktober 2024) |
| 100 |      | Emily Calandrelli 198?                                      | USA                        | | Blue Origin NS-28 (22 november 2024) |
| 101 |      | Elaine Chia Hyde                                            | Australien/ USA            | | Blue Origin NS-30 (25 februari 2025) |
| 102 |      | Nichole Ayers 13 december 1988                              | USA                        | | SpaceX Crew-10 (14 mars 2025) |
| 103 |      | Jannicke Mikkelsen 8 juni 1986                              | Norge/ Storbritannien      | Första norrman i rymden | Fram2 (1 april 2025) |
| 104 |      | Rabea Rogge 1995                                            | Tyskland                   | Första tyskan i rymden | Fram2 (1 april 2025) |
| 105 |      | Aisha Bowe 4 november 1986                                  | USA/ Bahamas               | | Blue Origin NS-31 (14 april 2025) |
| 106 |      | Amanda Nguyen 10 oktober 1991                               | USA                        | | Blue Origin NS-31 (14 april 2025) |
| 107 |      | Gayle King 28 december 1954                                 | USA                        | | Blue Origin NS-31 (14 april 2025) |
| 108 |      | Katy Perry 25 oktober 1984                                  | USA                        | | Blue Origin NS-31 (14 april 2025) |
| 109 |      | Kerianne Flynn                                              | USA                        | | Blue Origin NS-31 (14 april 2025) |
| 110 |      | Lauren Sánchez 19 december 1969                             | USA                        | | Blue Origin NS-31 (14 april 2025) |